# Saison 1925-1926 de la Juventus FC
Maillots
Chronologie
Saison précédente Saison suivante
La saison 1925-1926 du Foot-Ball Club Juventus est la vingt-quatrième de l'histoire du club, créé vingt-neuf ans plus tôt en 1897.
Le club turinois prend part ici à la 26e édition du championnat d'Italie (appelé à l'époque de Première division, l'ancêtre de la Serie A).

## Historique
Lors de cette nouvelle saison, la Juventus, guidée par la paire Edoardo Agnelli (président) - Jenő Károly (entraîneur), met cette année les moyens, en faisant venir dans l'effectif de nouveaux joueurs d'expérience, pour dépasser le stade des éliminatoires, dans lesquels les bianconeri stagnent depuis quelques saisons.
Un gardien de but remplaçant est acheté, à savoir Ezio Sclavi, ainsi que le grand défenseur Luigi Allemandi. Le milieu de terrain est renforcé par Oreste Barale, Mario Meneghetti et Mario Paniati, tandis qu'en attaque, on note l'arrivée de Tommaso Caudera, de Camillo Fenili, de Corrado Gariglio, de la vedette internationale Ferenc Hirzer, de Giuseppe Torriani, ainsi que de la star montante Antonio Vojak.
Avec ces changements, la Juve entend désormais faire grande impression pour ce championnat italien 1925-1926 (en italien Campionati di Prima divisione 1925-1926), qu'elle débute dans le groupe B des éliminatoires régionaux (en italien Eliminatorie Lega nord - Girone B).
Le FBC Juventus évolue pour son premier match de la saison à domicile contre Parme le dimanche 4 octobre 1925 et s'impose déjà d'entrée en les battant sur un large score de 6-1 (avec des triplés de Pastore et Hirzer, la nouvelle trouvaille hongroise). Les Piémontais réalisent un nul deux buts partout la semaine suivante contre Padoue (buts de la même paire d'attaquants), une surprenante défaite 2-1 contre les génois du Sampierdarenese (Pastore est le buteur juventino), avant d'enchaîner les victoires, dont un fameux 6 à 0 contre le Milan (avec un penalty de Viola, des doublés de la paire Hirzer-Pastore et un but de Torriani), ou encore un 4 buts à 0 contre Alexandrie (réalisations de Pastore et Hirzer), puis d'être arrêtés dans leur bonne série lors de la 8e journée avec un nul 0 à 0 contre Cremonese chez eux. C'est le 3 janvier 1926 que reprend la compétition pour le club turinois à la suite de problèmes météorologiques, lui qui s'impose pour son premier match de l'année 2-1 sur son vieux rival du Genoa, grâce à des buts d'Hirzer et Torriani. La Juve enchaîne alors à partir de ce match une formidable série de neuf victoires consécutives (nouveau record du club pour l'époque), dont deux fois 5 buts à 0, une fois 4 buts à 0, ou encore une fois 3 buts à 0. Cette série est brisée le dimanche 2 mai sur le score de un but partout (but bianconero d'Hirzer) contre Livourne sur leurs terres. La société bianconera poursuit ensuite tranquillement sa fin d'éliminatoires, comme par exemple une victoire 8-1 à Turin contre Mantoue (avec un quintuplé d'Hirzer, un doublé de Munerati et un but de Vojak), et conclut son dernier match, comptant pour la 22e journée, avec une victoire de rang 3 à 1 contre le Genoa début juillet à Gênes, grâce à des réalisations de Lombardo (contre son camp), Hirzer et Munerati.

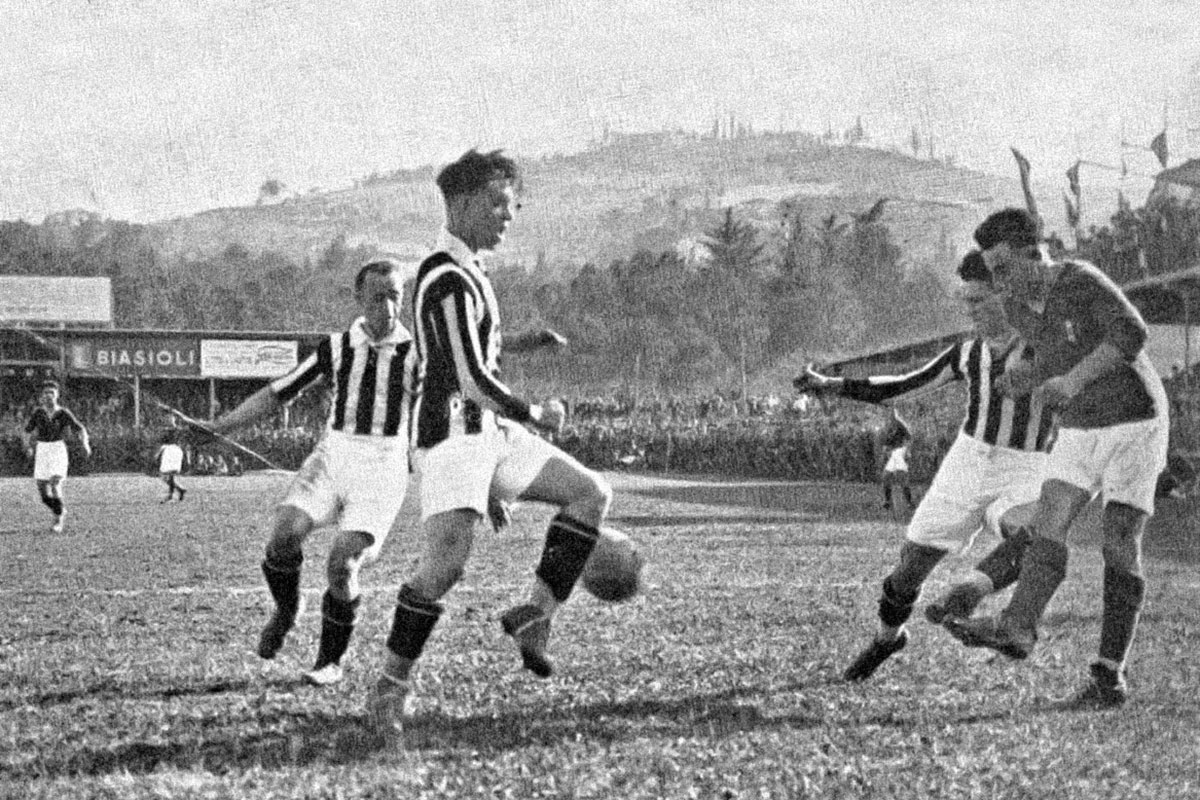
Le premier match de la demi-finale nationale du championnat italien contre le champion en titre de Bologne (2-2) au stade Sterlino à Bologne, 11 juillet 1926.

La Juventus écrase donc ces éliminatoires avec 17 victoires, pour seulement 5 nuls et 2 défaites (avec notamment 934 minutes durant lesquelles les buts du gardien Gianpiero Combi restent inviolés, record absolu pour l'époque, grâce aussi à la paire de défenseurs Rosetta-Allemandi), et finit première loin devant son dauphin (Cremonese), atteignant la demi-finale nationale, que les juventini n'avaient plus connus depuis quelques années.
Lors de sa demi-finale, le club bianconero joue sa qualification sur un match aller-retour contre le champion en titre de Bologne. L'aller joué à Bologne le dimanche 11 juillet voit les deux clubs se séparer sur un score nul deux buts partout (avec un doublé du hongrois Hirzer). Le match retour, joué deux semaines plus tard au Corso Marsiglia voit une nouvelle fois la Juve et Bologne n'arrivant pas à se départager, avec un score vierge 0 à 0.
Le 28 juillet, l'entraîneur hongrois du club depuis deux ans Jenő Károly, décède brusquement d'un infarctus. Un nouvel entraîneur doit être trouvé en catastrophe, et c'est le milieu du club József Viola qui assume le poste en intérim dès le lendemain, devenant le premier entraîneur-joueur de l'histoire du club.
Un match d'appui doit donc avoir lieu sur terrain neutre, à Milan, qui voit le club juventino remporter le match 2-1, grâce à des buts de Pastore et de Vojak.
La Juve se retrouve donc en finale contre le club de la capitale de l'Alba Rome (futur AS Rome), et atteint pour la première fois le dernier carré de la compétition, après cinq ans d'absence. C'est sans réel problème que les bianconeri écrasent les Romains à domicile 7-1 (buts de Vojak, Pastore, Hirzer et Torriani) puis à l'extérieur 5-0 (buts de Pastore, Hirzer puis Munerati). L'Alba Rome n'est donc pas vraiment un obstacle, pour que le Foot-Ball Club Juventus devienne champion d'Italie le 22 août 1926.

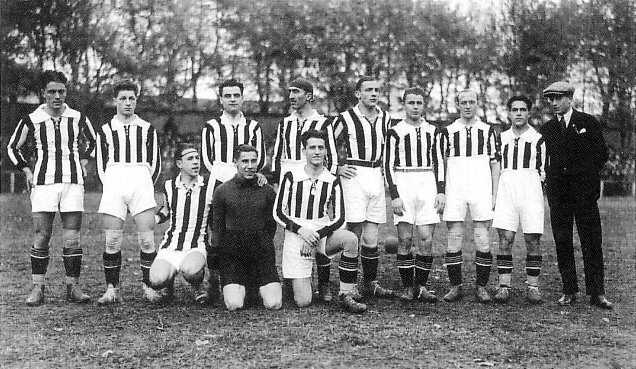
Les bianconeri pour la 2e fois champions d'Italie

La Juventus devient donc pour la seconde fois de son histoire (vingt ans après son succès de 1905) championne d'Italie, avec un scudetto de Prima divisione 1926 acquis avec succès, sans difficultés (meilleure attaque et meilleure défense du tournoi). Le club termine pour la première fois de son histoire sa saison sans aucune défaite à domicile, avec 22 matchs sans défaite et une différence de buts record de +66 (avec 84 buts inscrits et 18 buts encaissés), dont sa nouvelle paire d'attaquants vedettes que sont Ferenc Hirzer et Pietro Pastore n'est pas étrangère, inscrivant près des trois quarts des buts bianconeri.
Hirzer devient donc logiquement cette année le meilleur buteur (capocannoniere) de ce campionato d'Italia avec 35 buts, le Hongrois devenant le premier joueur du club à réaliser cette performance.
La victoire du club contre l'Alba est vite devenue historique, et déclencha un fort élan de popularité dans la ville de Turin.
Pour la première fois, le FBC Juventus coud sur son maillot le scudetto (écusson symbole de la victoire en championnat), composé à l'époque des armes de Savoie et d'un faisceau (symbole de la Rome impériale), le même utilisé par l'équipe d'Italie lors du match contre la Hongrie le 6 janvier 1911.
Seulement deux ans après l'acquisition de la Juventus par Edoardo Agnelli, s'étant investit pour le club et lui ayant redoré son image, redonné un des premiers rôles en Italie, le club, disposant de nouveaux moyens et de désormais quelques grands joueurs, n'a pas tardé à confirmer les attentes placées en lui.

## Déroulement de la saison

### Résultats en championnat

#### Éliminatoires groupe B
| dimanche 4 octobre 1925 1re journée | Juventus                                 | 6 - 1 | Parme        | Campo di Corso Marsiglia, Turin Arbitre : Ramponi |
| dimanche 4 octobre 1925 1re journée | Pastore 11e 23e 89e · Hirzer 18e 68e 76e |       | 90e Mistrali | Campo di Corso Marsiglia, Turin Arbitre : Ramponi |

| dimanche 11 octobre 1925 2e journée | Padoue                           | 2 - 2 | Juventus                 | Padoue Arbitre : Gama |
| dimanche 11 octobre 1925 2e journée | Vecchina 25e · Barzan 88e (pen.) |       | 47e Pastore · 69e Hirzer | Padoue Arbitre : Gama |

| dimanche 18 octobre 1925 3e journée | Sampierdarenese          | 2 - 1 | Juventus    | Sampierdarena Arbitre : Bonello |
| dimanche 18 octobre 1925 3e journée | Roveda 16e · Toselli 89e |       | 30e Pastore | Sampierdarena Arbitre : Bonello |

| dimanche 25 octobre 1925 4e journée | Juventus                                                          | 6 - 0 | Milan | Campo di Corso Marsiglia, Turin Arbitre : Girelli |
| dimanche 25 octobre 1925 4e journée | Viola 9e (pen.) · Hirzer 27e 34e · Pastore 37e 78e · Torriani 54e |       |       | Campo di Corso Marsiglia, Turin Arbitre : Girelli |

| dimanche 15 novembre 1925 5e journée | Pro Vercelli | 1 - 0       | Juventus | Verceil Arbitre : Pinasco |
| dimanche 15 novembre 1925 5e journée |              | 51e Pastore |          | Verceil Arbitre : Pinasco |

| dimanche 22 novembre 1925 6e journée | Juventus                        | 4 - 0 | Alexandrie | Campo di Corso Marsiglia, Turin Arbitre : Gaudenzi |
| dimanche 22 novembre 1925 6e journée | Pastore 5e 14e · Hirzer 34e 52e |       |            | Campo di Corso Marsiglia, Turin Arbitre : Gaudenzi |

| dimanche 29 novembre 1925 7e journée | Juventus                     | 3 - 0 | Livourne | Campo di Corso Marsiglia, Turin Arbitre : Sianesi |
| dimanche 29 novembre 1925 7e journée | Munerati 6e 48e · Hirzer 64e |       |          | Campo di Corso Marsiglia, Turin Arbitre : Sianesi |

| dimanche 6 décembre 1925 8e journée | Cremonese | 0 - 0 | Juventus | Crémone Arbitre : Pinasco |
| dimanche 6 décembre 1925 8e journée |           |       |          | Crémone Arbitre : Pinasco |

| dimanche 3 janvier 1926 10e journée | Juventus                  | 2 - 0 | Genoa | Campo di Corso Marsiglia, Turin Arbitre : Mauro |
| dimanche 3 janvier 1926 10e journée | Hirzer 62e · Torriani 78e |       |       | Campo di Corso Marsiglia, Turin Arbitre : Mauro |

| dimanche 24 janvier 1926 11e journée | Juventus                                    | 5 - 0 | Reggiana | Campo di Corso Marsiglia, Turin Arbitre : Vagge |
| dimanche 24 janvier 1926 11e journée | Hirzer 20e (pen.) 40e · Pastore 35e 48e 67e |       |          | Campo di Corso Marsiglia, Turin Arbitre : Vagge |

| dimanche 14 février 1926 9e journée | Mantoue | 0 - 5                                             | Juventus | Mantoue Arbitre : Pettarini |
| dimanche 14 février 1926 9e journée |         | 22e 72e 80e Hirzer · 29e Pastore · 37e Meneghetti |          | Mantoue Arbitre : Pettarini |

| dimanche 21 février 1926 14e journée | Juventus                        | 4 - 0 | Sampierdarenese | Campo di Corso Marsiglia, Turin Arbitre : Galli |
| dimanche 21 février 1926 14e journée | Pastore 1re 23e 50e · Hirzer 7e |       |                 | Campo di Corso Marsiglia, Turin Arbitre : Galli |

| dimanche 28 février 1926 12e journée | Parme | 0 - 3                       | Juventus | Parme Arbitre : Guarnieri |
| dimanche 28 février 1926 12e journée |       | 4e Hirzer · 38e 60e Pastore |          | Parme Arbitre : Guarnieri |

| dimanche 7 mars 1926 13e journée | Juventus                                          | 3 - 2 | Padoue                        | Campo di Corso Marsiglia, Turin Arbitre : Mauro |
| dimanche 7 mars 1926 13e journée | Pastore 2e · Hirzer 28e (pen.) · Viola 70e (pen.) |       | 34e (csc) Ferrero · 37e Monti | Campo di Corso Marsiglia, Turin Arbitre : Mauro |

| dimanche 28 mars 1926 15e journée | Milan       | 1 - 2 | Juventus               | Campo di Viale Lombardia, Milan Arbitre : Vagge |
| dimanche 28 mars 1926 15e journée | Savelli 21e |       | 10e Vojak · 82e Hirzer | Campo di Viale Lombardia, Milan Arbitre : Vagge |

| lundi 5 avril 1926 16e journée | Juventus       | 2 - 1 | Pro Vercelli | Campo di Corso Marsiglia, Turin Arbitre : Gama |
| lundi 5 avril 1926 16e journée | Hirzer 65e 83e |       | 47e Zanello  | Campo di Corso Marsiglia, Turin Arbitre : Gama |

| dimanche 25 avril 1926 17e journée | Alexandrie | 1 - 3 | Juventus                    | Alexandrie Arbitre : Pinasco |
| dimanche 25 avril 1926 17e journée | Tritz 48e  |       | 9e Munerati · 15e 81e Vojak | Alexandrie Arbitre : Pinasco |

| dimanche 2 mai 1926 18e journée | Livourne   | 1 - 1 | Juventus   | Livourne Arbitre : Lenti |
| dimanche 2 mai 1926 18e journée | Bandini 4e |       | 64e Hirzer | Livourne Arbitre : Lenti |

| dimanche 16 mai 1926 19e journée | Juventus                          | 4 - 0 | Cremonese | Campo di Corso Marsiglia, Turin Arbitre : Pozzi |
| dimanche 16 mai 1926 19e journée | Hirzer 10e 66e · Munerati 76e 81e |       |           | Campo di Corso Marsiglia, Turin Arbitre : Pozzi |

| dimanche 20 juin 1926 20e journée | Juventus                                                        | 8 - 1 | Mantoue         | Campo di Corso Marsiglia, Turin Arbitre : Carraro |
| dimanche 20 juin 1926 20e journée | Vojak 5e · Hirzer 33e 35e (pen.) 36e 38e 39e · Munerati 40e 80e |       | 90e Agostinelli | Campo di Corso Marsiglia, Turin Arbitre : Carraro |

| dimanche 27 juin 1926 21e journée | Reggiana                 | 2 - 0 | Juventus | Reggio Emilia Arbitre : Parodi |
| dimanche 27 juin 1926 21e journée | Povero 25e · Powolny 67e |       |          | Reggio Emilia Arbitre : Parodi |

| dimanche 4 juillet 1926 22e journée | Genoa         | 1 - 3 | Juventus                                      | Campo di Via del Piano, Gênes Arbitre : Grossi |
| dimanche 4 juillet 1926 22e journée | Santamaria 5e |       | 8e (csc) Lombardo · 50e Hirzer · 61e Munerati | Campo di Via del Piano, Gênes Arbitre : Grossi |

##### Classement
|  |    | Éliminatoires Ligue nord - groupe B | Pts | MJ | V  | N | D | BP | BC | Dif |
|  | -- | ----------------------------------- | --- | -- | -- | - | - | -- | -- | --- |
|  | 1. | Juventus                            | 37  | 22 | 17 | 3 | 2 | 68 | 14 | +54 |
|  | 2. | Cremonese                           | 29  | 22 | 13 | 3 | 6 | 41 | 25 | +16 |
|  | 3. | Genoa                               | 28  | 22 | 13 | 2 | 7 | 48 | 29 | +19 |

#### Phase finale Ligue nord
| dimanche 11 juillet 1926 Match aller | Bologne                  | 2 - 2 | Juventus       | Bologne Arbitre : Gama |
| dimanche 11 juillet 1926 Match aller | Perin 42e · Muzzioli 79e |       | 47e 73e Hirzer | Bologne Arbitre : Gama |

| dimanche 25 juillet 1926 Match retour | Juventus | 0 - 0 | Bologne | Campo di Corso Marsiglia, Turin Arbitre : Gama |
| dimanche 25 juillet 1926 Match retour |          |       |         | Campo di Corso Marsiglia, Turin Arbitre : Gama |

| dimanche 1er août 1926 Match d'appui | Juventus                | 2 - 1 | Bologne      | Milan Arbitre : Gama |
| dimanche 1er août 1926 Match d'appui | Pastore 19e · Vojak 74e |       | 55e Schiavio | Milan Arbitre : Gama |

- Finale

| dimanche 8 août 1926 Match aller | Juventus                                                        | 7 - 1 | Alba Rome    | Campo di Corso Marsiglia, Turin Arbitre : Dani |
| dimanche 8 août 1926 Match aller | Vojak 15e · Pastore 42e 80e 81e · Torriani 47e · Hirzer 55e 85e |       | 22e Lo Prete | Campo di Corso Marsiglia, Turin Arbitre : Dani |

| dimanche 22 août 1926 Match retour | Alba Rome | 0 - 5                                          | Juventus | Rome Arbitre : Gama |
| dimanche 22 août 1926 Match retour |           | 7e 44e 89e Pastore · 63e Hirzer · 88e Munerati |          | Rome Arbitre : Gama |

| 2e titre La Juventus championne d'Italie de la Prima Divisione de 1925-1926 |

### Matchs amicaux
| dimanche 6 septembre 1925 | Juventus         | 4 - 1 | Inter          |  |
| dimanche 6 septembre 1925 | Buteurs inconnus |       | Buteur inconnu |  |

| dimanche 13 septembre 1925 | Inter | 0 - 2            | Juventus |  |
| dimanche 13 septembre 1925 |       | Buteurs inconnus |          |  |

| dimanche 20 septembre 1925 | Lugano         | 1 - 6 | Juventus         |  |
| dimanche 20 septembre 1925 | Buteur inconnu |       | Buteurs inconnus |  |

| dimanche 27 septembre 1925 | Juventus         | 3 - 2 | Pro Vercelli     |  |
| dimanche 27 septembre 1925 | Buteurs inconnus |       | Buteurs inconnus |  |

| dimanche 8 novembre 1925 | Valenzana | 0 - 6            | Juventus |  |
| dimanche 8 novembre 1925 |           | Buteurs inconnus |          |  |

| dimanche 27 décembre 1925 | Juventus         | 2 - 3 | Slavia Prague    |  |
| dimanche 27 décembre 1925 | Buteurs inconnus |       | Buteurs inconnus |  |

| dimanche 18 avril 1926 | Juventus         | 3 - 0 | Hellas Vérone |  |
| dimanche 18 avril 1926 | Buteurs inconnus |       |               |  |

| dimanche 9 mai 1926 | Građanski | 0 - 1          | Juventus | Zagreb |
| dimanche 9 mai 1926 |           | Buteur inconnu |          | Zagreb |

| lundi 10 mai 1926 | HAŠK             | 2 - 5 | Juventus         | Zagreb |
| lundi 10 mai 1926 | Buteurs inconnus |       | Buteurs inconnus | Zagreb |

## Effectif du club
Effectif des joueurs du Foot-Ball Club Juventus lors de la saison 1925-1926.

## Buteurs
| 35 buts - Ferenc Hirzer 26 buts - Pietro Pastore 9 buts - Federico Munerati 6 buts - Antonio Vojak | 3 buts - Giuseppe Torriani 2 buts - József Viola 1 but - Mario Meneghetti |